# Awram Herszko
Awram Herszko (ur. 31 grudnia 1937 w Karcag, Jász-Nagykun-Szolnok, Węgry) – izraelski biolog.
W 2004 roku wraz z Aaronem Ciechanowerem i Irwinem Rose’em otrzymał Nagrodę Nobla w dziedzinie chemii za odkrycie procesu degradacji białek w komórkach, w którym bierze udział białko ubikwityna.
Dyplom ukończenia uczelni otrzymał w 1965 r., a doktorat w 1969, w Hadassah Medical School na Uniwersytecie Hebrajskim w Jerozolimie. Obecnie jest profesorem w Rappaport Family Institute for Research in Medical Sciences w Technion (Israel Institutite of Technology), w Hajfie.

## Publikacje
A. Hershko jest autorem ponad 100 publikacji naukowych. Przełomowe odkrycia, które były podstawą przyznania nagrody Nobla, opisane zostały w dwóch pracach w PNAS:
- Hershko, A., Ciechanover, A., and Rose, I.A. (1979) „Resolution of the ATP-dependent proteolytic system from reticulocytes: A component that interacts with ATP”. Proc. Natl. Acad. Sci. USA 76, pp. 3107-3110. PDF
- Hershko, A., Ciechanover, A., Heller, H., Haas, A.L., and Rose I.A. (1980) „Proposed role of ATP in protein breakdown: Conjugation of proteins with multiple chains of the polypeptide of ATP-dependent proteolysis”. Proc. Natl. Acad. Sci. USA 77, pp. 1783-1786. PDF